# Тлапа-де-Комонфорт (муниципалитет)
Тлапа-де-Комонфорт (исп. Tlapa de Comonfort) — муниципалитет в Мексике, входит в штат Герреро.
Центр — город Тлапа-де-Комонфорт.

## История
Город Тлапа-де-Комонфорт основан в 1850 году .